# Чехломей
Чехломе́й (рос. Чехломей) — присілок у складі Нижньовартовського району Ханти-Мансійського автономного округу Тюменської області, Росія. Входить до складу Лар'яцького сільського поселення.
Населення — 204 особи (2010, 212 у 2002).
Національний склад станом на 2002 рік: ханти — 56 %, росіяни — 38 %.